# 外长会议
外长会议（Council of Foreign Ministers）是1945年《波茨坦协定》中制定的组织，由五大国中国、美国、苏联、英国、法国外交部长参加，以处理第二次世界大战的遗留问题。

## 第一次会议
第一次会议于1945年在英国伦敦兰开斯特府召开。中国代表团包括：王世杰、顾维钧、胡世泽、董显光等。

## 第二次会议
参见：莫斯科会议
1945年12月，第二次会议于苏联莫斯科召开，与会国为美、英、苏。